# 李基英
李基英（韓語：이기영，1963年8月26日—），韓國男演員，哥哥是演員李孝正。

## 演出作品

### 電視劇
- 1993年：SBS《遙遠的松巴江》飾演 李海一
- 2002年：SBS《玻璃鞋》
- 2003年：SBS《千年之愛》
- 2004年：MBC《皇太子的初戀》
- 2005年：MBC《新進社員》飾演 具本哲
- 2005年：KBS《黃金蘋果》飾演 丁科長
- 2006年：MBC《很愛很愛妳》飾演 具慶澤
- 2006年：SBS《獨身天下》
- 2006年：SBS《戀人》飾演 尚澤
- 2007年：MBC《宮S》
- 2007年：MBC《狗和狼的時間》飾演 姜鐘昊
- 2007年：MBC《New Heart》飾演 金正吉
- 2008年：SBS《東京，太陽雨》飾演 千萬喜
- 2009年：SBS《Dream》飾演 朴丙森
- 2010年：SBS《婦產科女醫生》飾演 主任科長
- 2010年：SBS《Giant》飾演 閔鴻基
- 2011年：MBC《Royal Family》飾演 姜逸植
- 2011年：KBS《榮光的在仁》飾演 金仁培
- 2012年：SBS《工薪族楚漢誌》飾演 朴范增
- 2012年：SBS《幽靈》飾演 林致賢
- 2012年：MBC《Golden Time》飾演 黃世賢
- 2013年：SBS《錢的化身》飾演 權載奎
- 2013年：KBS《至誠感天》飾演 崔鎮司
- 2013年：MBC《女王的教室》飾演 宋英萬
- 2014年：SBS《你們被包圍了》飾演 申志日
- 2014年：MBC《我人生的春天》飾演 宋秉吉
- 2014年：KBS《王的面孔》飾演 高山
- 2014年：SBS《Punch》飾演 李泰燮
- 2015年：SBS《人生追擊者李載求》飾演 李成植
- 2015年：KBS《蒙面檢察官》飾演 姜忠昊
- 2015年：SBS《Mrs. Cop》飾演 廉尚民
- 2016年：SBS《大撲》飾演 金一鏡
- 2016年：Viki《Dramaworld》飾演 Mr. Park
- 2017年：MBC《王在相愛》飾演 殷永伯
- 2017年：SBS《當你沉睡時》飾演 朴大嶺
- 2017年：tvN《Argon》飾演 HBC社長
- 2018年：TV朝鮮《大君－繪製愛情》飾演 成抑
- 2018年：SBS《油膩的Melo》飾演 段勝基
- 2019年：tvN《60天，指定幸存者》飾演 殷熙正
- 2019年：SBS《VAGABOND》飾演 姜周哲
- 2019年：TV朝鮮《揀擇－女人們的戰爭》飾演 姜以秀
- 2021年：Netflix《我是遺物整理師》飾演 丁洙賢父親
- 2021年：tvN《Happiness》飾演 艾爾騰製藥公司的會長
- 2021年：OCN《Chimera》飾演 徐玄太
- 2022年：SBS《社內相親》飾演 陳會長
- 2022年：ENA (韓國電視頻道)《非常律師禹英禑》飾演 柳明河(特別出演)
- 2022年：MBC《黑話律師》飾演 高基光
- 2024年：Disney+《暴君》飾演 李基榮
- 2025年：Netflix《無赦之仇》飾演 醫生

### 電影
- 1995年：《怒火風雲》
- 1996年：《歸天圖》
- 2000年：《反則王》
- 2002年：《黑道千金逼我嫁》
- 2005年：《甜蜜的人生》
- 2005年：《馬拉松小子》
- 2006年：《不需要愛情》
- 2007年：《壽》
- 2007年：《美麗星期天》
- 2008年：《傻瓜》
- 2012年：《無情城市》
- 2014年：《設計》
- 2018年：《魔女首部曲：誕生》 飾演 李秀錫（特別出演）
- 2020年：《暗夜天堂》 飾演 庫托哥

## 外部連結
- NAVER （页面存档备份，存于）